# Muzzano
Muzzano je obec ve švýcarském kantonu Ticino, okresu Lugano. Žije zde 819 obyvatel.

## Geografie
Obec leží mezi východní částí Luganského jezera s městem Lugano a západním ramenem jezera. Skládá se z místních částí Muzzano, Agnuzzo, Piodella a Molini.
Na severovýchodě sousedí Muzzano s Luganem, na východě leží Sorengo u jezera Lago di Muzzano, na jihu, rovněž u jezera, se nachází obec Collina d’Oro, na jihozápadě hraničí Muzzano se západním ramenem Luganského jezera a na západě leží Agno, oddělené kanalizovanou řekou Vedeggio.

### Lago di Muzzano
Většina malého jezera Lago di Muzzano leží na území obce. Je 780 metrů dlouhé a 337 metrů široké. S maximální hloubkou 3,35 m obsahuje přibližně 600 000 metrů krychlových vody. Lago di Muzzano vzniklo v době ledové setkáním ledovců řek Adda a Ticino. Spolu s rákosovými porosty je chráněno a patří švýcarské organizaci na ochranu přírody Pro Natura.

## Historie

Muzzano a Bioggio, letecký pohled z roku 1950

Muzzano je poprvé zmiňováno v roce 1189 jako Muciano. Vesnice Agnuzzo, která patří k obci od roku 1925, je známa již v roce 818 jako místo, kde se nacházel statek, který císař Ludvík I. Pobožný daroval duchovním z Coma. Do roku 1735, kdy se stala samostatnou farností, patřila obec k farnosti Agno.
Muzzano bylo domovem mnoha štukatérů a žilo ze zemědělství a chovu přadlen hedvábí. Ke konci 20. století se na východním břehu Vedeggia rozvinula průmyslová zóna, která poskytovala pracovní místa. Tři čtvrtiny pracujících obyvatel však tvoří dojíždějící, kteří nacházejí práci v Luganu a sousedních obcích. Dne 20. října 2019 obyvatelé většinou 1 hlasu (50,11 %) odmítli sloučení obce se sousední obcí Collina d’Oro.

## Obyvatelstvo

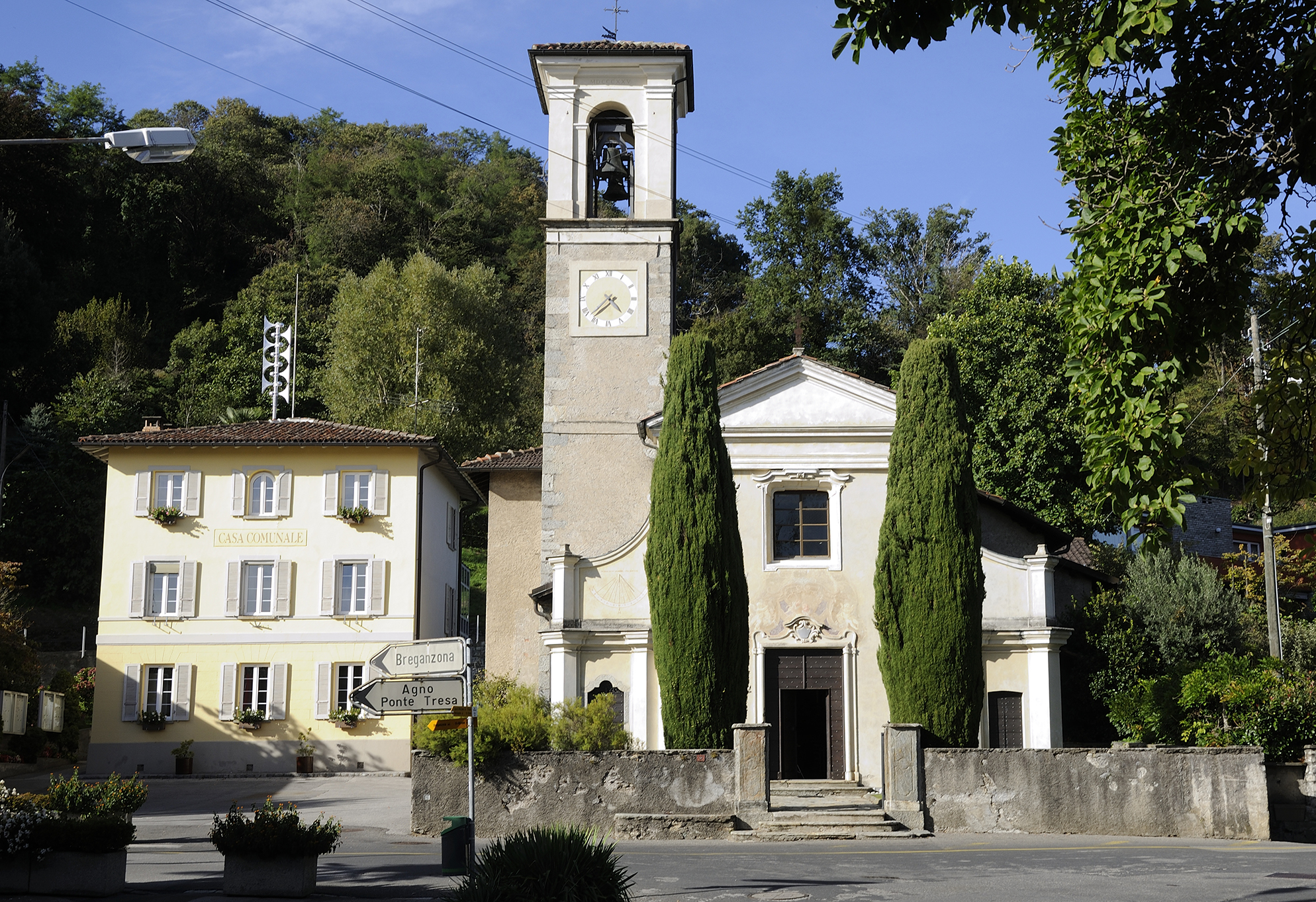
Kostel

| Rok            | 1769 | 1850 | 1900 | 1950 | 1970 | 1980 | 1990 | 2000 | 2005 | 2010 | 2020 |
| Počet obyvatel | 122  | 287  | 345  | 416  | 509  | 565  | 753  | 779  | 802  | 751  | 779  |

## Doprava
Jižně od Muzzana se nachází železniční stanice Cappella-Agnuzzo na příměstské železniční trati Lugano – Ponte Tresa. Západně od obce vede dálnice A2 Basilej–Chiasso. Nejbližší dálniční křižovatky jsou Lugano-Nord a Lugano-Sud. Letiště Lugano se nachází v obci Agno, západně od řeky Vedeggio.